# Cerocephala dinoderi
Cerocephala dinoderi är en stekelart som beskrevs av Charles Joseph Gahan 1925. Cerocephala dinoderi ingår i släktet Cerocephala och familjen puppglanssteklar. Inga underarter finns listade i Catalogue of Life.